# Jan Kadodder

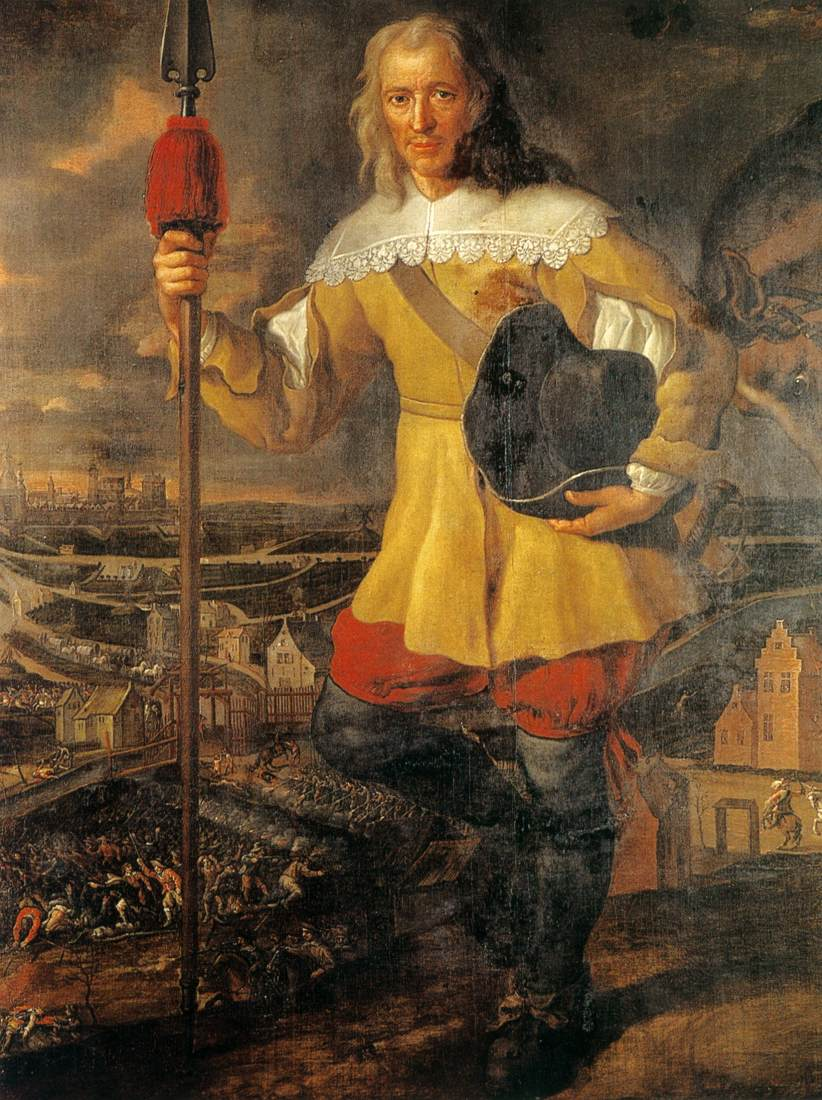
Jan Kadodder door Jan Verhoeven (1648) met op de achtergrond Kasteel Kauwendaal

Jan Kadodder is vooral bekend omdat hij afgebeeld staat op een schilderij. Het Stedelijk Museum van Mechelen heeft dit doek in zijn bezit.
Er is weinig literatuur over hem bekend en de verhalen die over hem verteld worden zijn mondeling van generatie tot generatie overgeleverd.
Op 3 maart 1648, aan het einde van de Tachtigjarige Oorlog, kwam het tot een treffen tussen een Lorreins regiment, aangevoerd door Kolonel Baron de Clinchamps en een groep landbouwers uit de streek van Sint-Katelijne-Waver. Leider Jan Kadodder (zijn echte naam was Jan Van den Eynde) zou zich hebben kunnen redden door zich te verbergen onder een mesthoop, nadat hij gevlucht was naar het Mechelse noordoostelijke grensgehucht Nieuwendijk. De Boerenkrijgstraat in Mechelen is dus niet genoemd naar de Boerenkrijg uit 1798 maar naar de Mechels-Katelijnse Boerenkrijg uit 1648.
Dergelijke boerenopstanden kwamen in de 17de eeuw in Frankrijk veelvuldig voor, als tegenreactie op de strooptochten en voedselopeisingen door militairen op doortocht.
Het incident had plaats op het kruispunt van de Liersesteenweg en de Kadodderstraat, aan de grens van de gemeenten Mechelen en Sint-Katelijne-Waver. Kadodder had ongeveer 700 landbouwers kunnen verzamelen. Ze waren tot de tanden gewapend, doch enkel met landbouwwerktuigen. Van een verrassingsaanval was geen sprake meer. De boeren maakten te veel kabaal en de soldaten stond in een mum van tijd in slagorde klaar. De meeste aanvallers sneuvelden onder het Lorreins musketvuur en de blanke sabel. Of enkel Kadodder de slag overleefde is niet bekend.

## Verwijzingen
- Foto op flickr.com
- Foto op flickr.com